# Anna Neri
Anna Neri (5 luglio 1930 – 25 dicembre 2020) è stata una cestista italiana.

## Carriera
Ha disputato con l'Italia i Campionati europei del 1952.